# Huragan Pobiedziska
Huragan Pobiedziska – polski klub piłkarski z siedzibą w Pobiedziskach, założony w 1924 roku. Aktualnie występuje w IV lidze, grupie wielkopolskiej.

## Historia
W 1937 roku w Pobiedziskach utworzono pierwsze kluby sportowe: Sokół, Zryw i Harcerski Klub Sportowy. Po zakończeniu II wojny światowej powołano w miejsce wcześniej istniejących jeden klub pod nazwą Huragan. 
W okresie stalinizmu w ramach przymusowego łączenia klubów ze zjednoczeniami przemysłowymi Huragan został podporządkowany kolei i w 1952 roku zmienił nazwę na Start Pobiedziska.
W roku 1953 klub został wcielony do zrzeszenia Start i zmienił nazwę na Start Pobiedziska. Do swojej pierwotnej nazwy wrócił dopiero w roku 1977.
W roku 2000 osiągnął swój największy do tej pory sukces i wywalczył awans do III ligi. Pobyt w tej klasie rozgrywek trwał tylko jeden sezon i po jego zakończeniu nastąpił spadek do IV ligi.

## Stadion
Huragan rozgrywa swoje mecze na Stadionie Miejskim w położonym przy ulicy Kiszkowskiej w Pobiedziskach. Obiekt ten został wyremontowany na przełomie 2005 i 2006 roku. W 2006 roku był jedną z aren rozgrywanych w Wielkopolsce Mistrzostw Europy do lat 19.
Dane stadionu:
- Pojemność stadionu: 920 krzesełek (w tym 207 - trybuna kryta)
- Wymiary boiska: 105/68 m. (standard UEFA)
- Oświetlenie: tak (płyta główna)